# Saint-Quentin
För andra betydelser, se Saint-Quentin (olika betydelser).
Saint-Quentin är en stad och en kommun i departementet Aisne i regionen Hauts-de-France i norra Frankrike, och hade 57 100 invånare år 2005. Staden är uppkallad efter Quintinus, enligt legenden en kristen romare som led martyrdöden där.
Saint-Quentin är belägen vid floden Somme och S:t-Quentin-kanalen, vilken leder från Oise till Schelde. Bland byggnader märks stadshuset 
(1509) och en gotisk kyrka, en av de mest beundrade i Frankrike. Staden utgör medelpunkten vad som förr var ett stort manufakturdistrikt (särskilt bomulls- och yllevaror).

## Historia
Saint-Quentin fanns redan på romarnas tid, med det romerska namnet Augusta veromanduorum, blev mot slutet av 700-talet huvudort i grevskapet Vermandois i Picardie och införlivades 1215 med Frankrike.
Med sina starka fästningsverk var det en mycket viktig gränsort. Historiskt anmärkningsvärd är staden genom nederlag som fransmännen lidit där: 10 augusti 1557 under Montmorency mot spanjorerna under Egmont, varefter staden intogs av hertigen av Savojen, 19 januari 1871 under Faidherbe mot tyskarna under von Goeben, ett nederlag som hade till följd att hela den franska nordarmén upplöstes, samt under Lanrezac 30-31 augusti 1914 mot tyskarna under generalöversten von Bülow. De gamla fästningsverken är nu förvandlade till promenader.

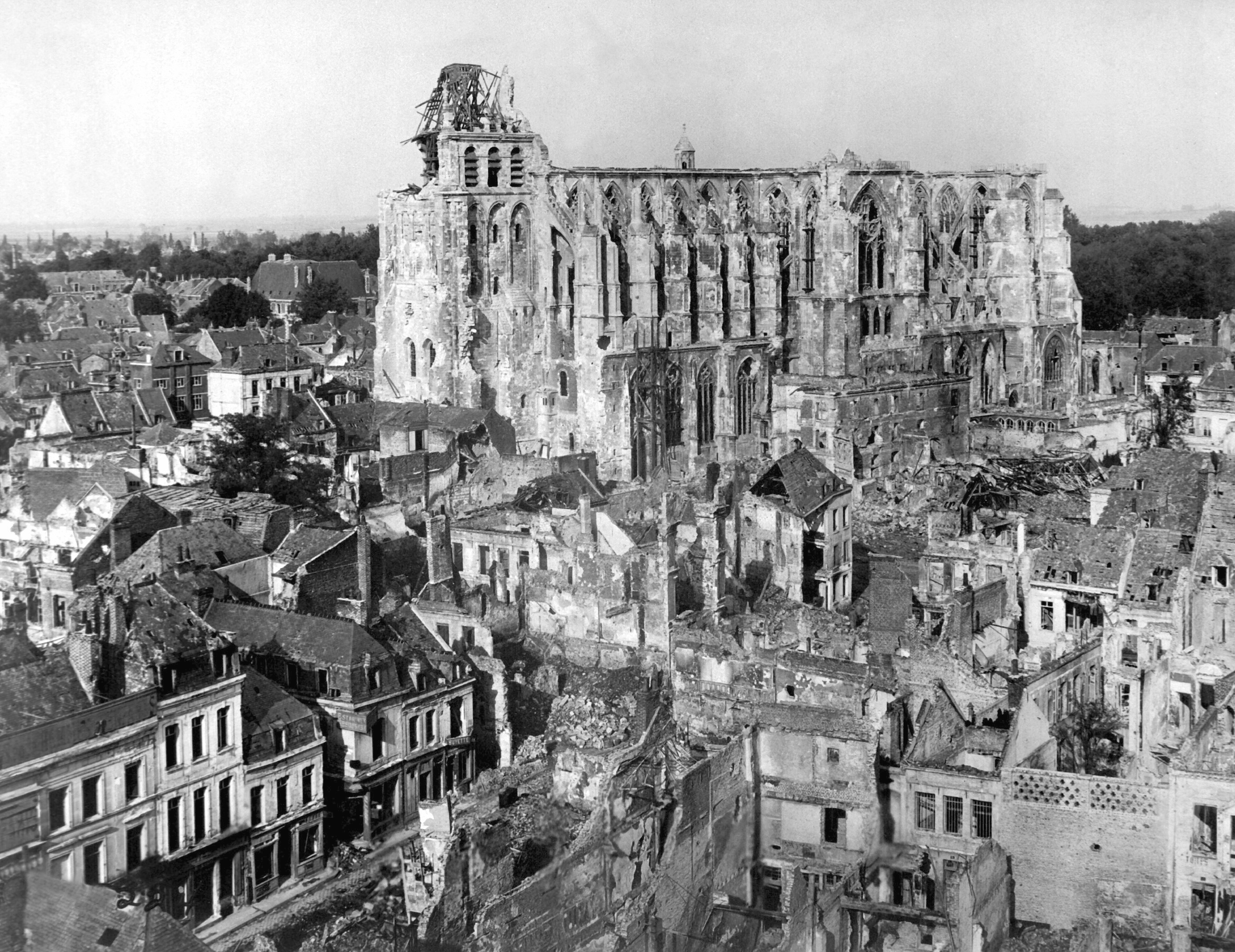
Saint-Quentin ödelades under första världskriget. Foto från den 14 oktober 1918.

## Demografi
| Område                             | Areal (km²) | Invånarantal 8 mars 1999 | Invånarantal 1 juli 2005 |
| ---------------------------------- | ----------- | ------------------------ | ------------------------ |
| Storstadsregion (Aire urbaine)     | 656,31      | 103 781                  | Ingen uppgift            |
| Urbaniserat område (Agglomération) | 57,57       | 69 287                   | Ingen uppgift            |
| Kommun                             | 22,56       | 59 066                   | 57 100                   |

### Befolkningsutveckling
Befolkningsutveckling i kommunen Saint-Quentin 1968–2008: